# Kristoffers hus
Kristoffers hus er en svensk spillefilm fra 1979 instrueret af Lars Lennart Forsberg. Filmen har blandt andre Thommy Berggren, Agneta Eckemyr, Gunnel Broström og Mimi Pollak i hovedrollerne.

## Handling
Kristoffer Collin (Thommy Berggren) er en fraskilt fotograf med en lille datter. En dag bliver han tilbudt en hemmelig fotografering, hvor han bliver hyret til at fotografere en gammel, død mands lejlighed. Den gamle mand har været død i flere måneder og Kristoffer bliver meget påvirket af mandens skæbne. Han finder en interessant dagbog og nægter at offentliggøre billederne han har taget.

## Medvirkende (i udvalg)
- Thommy Berggren som Kristoffer Collin
- Agneta Eckemyr som Hanna
- Gunnel Broström som Kristoffers mor
- Mimi Pollak som Kristoffers mormor
- Börje Ahlstedt som Börje Friberg
- Mona Seilitz som Katarina
- Marie Göranzon som Mona
- Birgitta Andersson som Helena Sandholm
- Stig Ossian Ericson som Stenkil
- Per Oscarsson som Kräftan